# Tumbalatum
Tumbalatum è una canzone del cantante brasiliano MC Kevinho. Questa canzone è stata un successo rilevante per il cantante, in quanto ha invitato l'artista a partecipare a diversi programmi televisivi. 

## Video musicale
Il video musicale della canzone è stato pubblicato sul canale YouTube di KondZilla Record e ha oltre 300 milioni di visualizzazioni, essendo uno dei più visti da MC Kevinho. La clip presenta la partecipazione del cantante brasiliano e YouTube Dani Russo.